# Thomas Osborne, IV duca di Leeds
Thomas Osborne, IV duca di Leeds (6 novembre 1713 – St. James's, 23 marzo 1789), è stato un nobile, politico e magistrato inglese.

## Biografia

### I primi anni

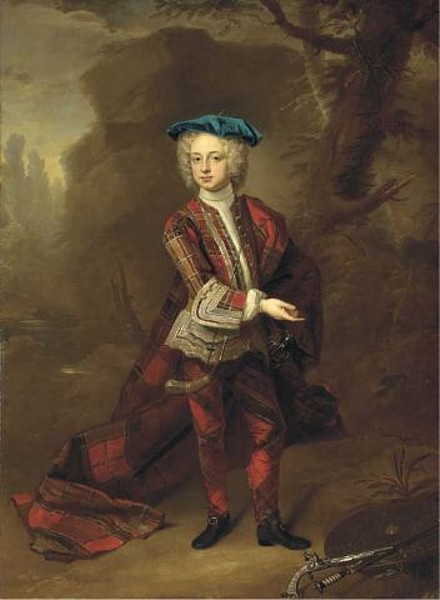
Il duca di Leeds da bambino, in costume delle Highland, con tartan, spada e pistola, ritratto di Hans Hausing, 1726

Thomas era l'unico figlio di Peregrine Osborne, III duca di Leeds e della sua prima moglie Elizabeth, la più giovane delle figlie di Robert Harley, primo conte di Oxford e conte di Mortimer. Studiò alla Westminster School e alla Christ Church di Oxford, dove si diplomò nel 1731. Nello stesso anno successe al padre come duca. Ricevette un dottorato in diritto civile nel 1738 e divenne membro della Royal Society un anno dopo.

### Carriera
Divenne Lord of the Bedchamber nel 1748 e venne nominato giudice dell'Eyre a sud del Trent nel novembre di quello stesso anno. Nel giugno 1749 fu nominato Cavaliere dell'Ordine della Giarrettiera rinunciando ai propri incarichi legali e nel 1756 venne nominato Cofferer of the Household. Fu lord luogotenente del West Riding, nella contea dello Yorkshire, e dal 1761 tornò a ricoprire l'incarico di giudice dell'Eyre ma a nord del Trent. Nel 1766 ereditò la carica di Governatore di Scilly.
Morì all'età di 73 anni a Londra, nella sua casa di St. James's Square, e venne sepolto a Harthill (South Yorkshire).

## Matrimonio
Il 26 giugno 1740 sposò Lady Mary Godolphin, seconda figlia di Francis Godolphin, II conte di Godolphin, e di sua moglie Henrietta Godolphin, nata Churchill. La coppia ebbe un figlio:
- Francis Godolphin Osborne (1751 - 1799).